# Janko Muzykant
Janko Muzykant – nowela autorstwa Henryka Sienkiewicza. Po raz pierwszy ukazała się w „Kurierze Warszawskim” w 1879 roku.

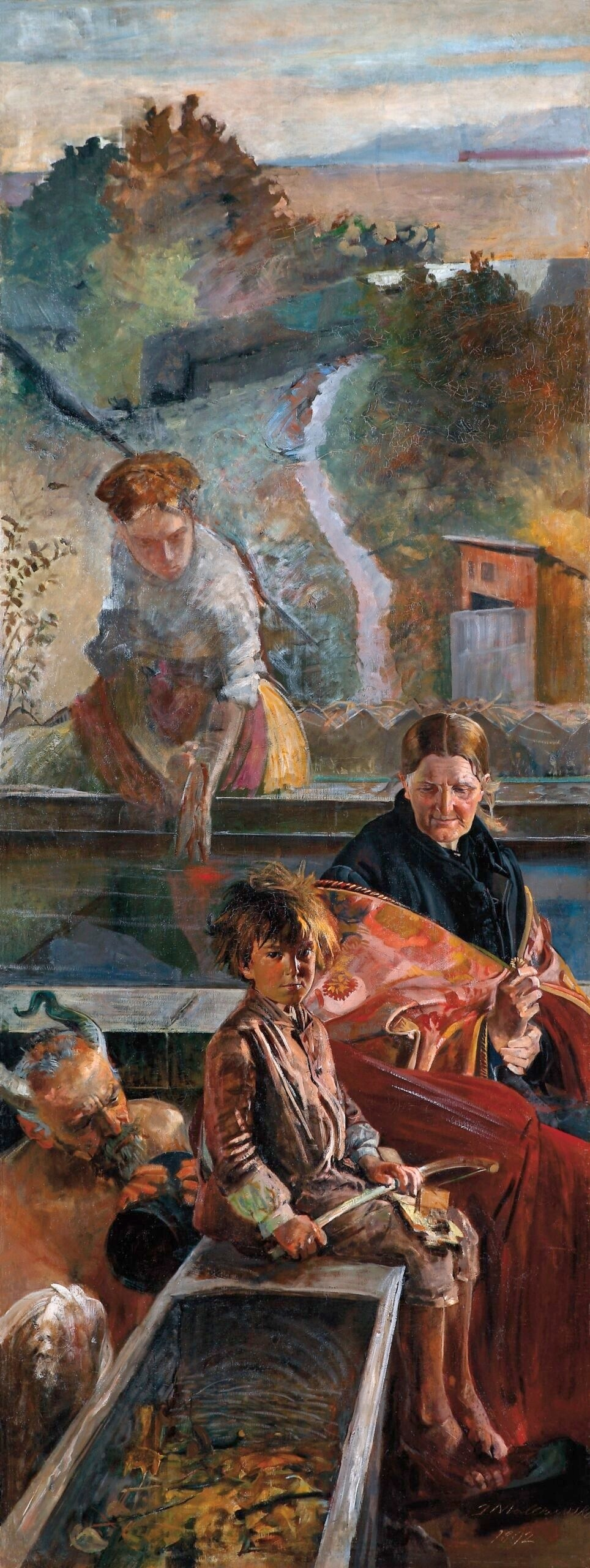
Obraz Janko muzykant Jacka Malczewskiego

## Fabuła
Jej akcja toczy się w XIX wieku, a głównym bohaterem jest chorowity chłopiec Janko. Spośród innych wiejskich dzieci Janka wyróżnia talent muzyczny. Zgodnie z interpretacjami talent ten nie implikuje we wsi znaczących zmian, ale podważa jej ustabilizowaną strukturę. Mieszkańcy wsi widzą w opętanym muzyką chłopcu niezrozumiałe i nietypowe dla siebie zjawisko. Na skutek fascynacji dźwiękiem skrzypiec Janko zakrada się do dworu, by ich dotknąć. Zostaje oskarżony o próbę kradzieży i skazany na karę chłosty. Chłopiec umiera z powodu zbyt surowej kary.

## Analiza
Imiona własne mieszkańców, język, wykonywane czynności, sposób spędzania czasu i funkcja dworu wskazują na to, że akcja noweli rozgrywa się w polskiej społeczności, która żyje pod zaborem rosyjskim. Ewa Kosowska podkreśla, że w tekście nie ma przeciwwskazań, aby rozpoznawać Janka jako dziecko nieślubne, zważywszy na fakt, że nowela nie zawiera informacji na temat ojca chłopca.
Głównym przesłaniem Sienkiewicza w tym utworze jest ograniczanie możliwości kształcenia uzdolnionych dzieci ze względu na ich pochodzenie. Autor zwraca uwagę na tragiczne konsekwencje braku oświaty na wsiach i na trudne warunki życia większości narodu (podobne przesłanie można znaleźć w nowelach Prusa, Orzeszkowej i Konopnickiej). W noweli Sienkiewicza wskazuje na to celowe zestawienie kontrastujących ze sobą scen: rozmowy pary (właścicieli dworku, do którego zakradł się Janko), która wróciwszy z podróży do Włoch, zachwyca się rozkwitającymi tam talentami artystycznymi, zwłaszcza młodymi, które jeszcze wymagają wspierania. Właścicieli dworku nie poruszyła również śmierć miejscowego młodego talentu, który właśnie potrzebował wsparcia, a nikt mu go nie udzielił, a nawet wręcz przeciwnie, i o którego istnieniu jaśniepaństwo wcale się nie dowiedzieli. Między wierszami wyczytujemy w tej noweli: „cudze chwalicie, swego nie znacie”, co Kosowska proponuje czytać tak, że „Polacy nie doceniają rodzących się wśród nich indywidualności. Poszukują ich natomiast za granicą”. Główne przesłanie autora miało być zgodne z hasłem pracy u podstaw, czyli jednego z ważniejszych nurtów polskiego pozytywizmu. W literaturze przedmiotu występują również tezy, że genezy przesłania noweli Sienkiewicza można doszukiwać się w filozoficznych osiągnięciach francuskiego oświecenia.